# Plaque de Bismarck Sud
Pour les articles homonymes, voir Bismarck.
La plaque de Bismarck Sud est une microplaque tectonique de la lithosphère de la planète Terre. Sa superficie est de 0,00762 stéradians. Elle est généralement associée à la plaque pacifique.
Elle se situe dans l'ouest de l'océan Pacifique. Elle couvre une partie de l'archipel Bismarck (Nouvelle-Bretagne), une partie de la côte nord-est de la Nouvelle-Guinée, le nord-ouest de la mer des Salomon et le sud de la mer de Bismarck.
La plaque de Bismarck Sud est en contact avec les plaques Woodlark, de Bismarck Nord, de Manus et de la mer des Salomon.
Ses frontières avec les autres plaques sont notamment formées de la fosse de Bougainville sur la côte sud de la Nouvelle-Bretagne.
Le déplacement de la plaque de Bismarck Sud se fait à une vitesse de rotation de 8,44° par million d'années selon un pôle eulérien situé à 10°61' de latitude nord et 32°99' de longitude ouest (référentiel : plaque pacifique).

## Sources
- (en) Peter Bird, An updated digital model of plate boundaries, vol. 4, Geochemistry Geophysics Geosystems, 14 mars 2003 (DOI 10.1029/2001GC000252, Bibcode 2003GGG.....4.1027B, lire en ligne)